# Chrotomys
Chrotomys é um gênero de roedores da família Muridae.

## Espécies
- Chrotomys gonzalesi Rickart e Heaney, 1991
- Chrotomys mindorensis Kellogg, 1945
- Chrotomys sibuyanensis Rickart et al, 2005
- Chrotomys silaceus Thomas, 1895
- Chrotomys whiteheadi Thomas, 1895